# Paul Natorp

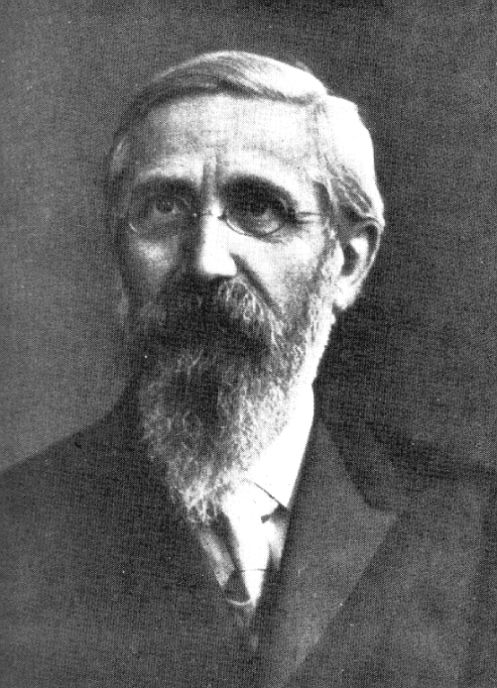
Paul Natorp

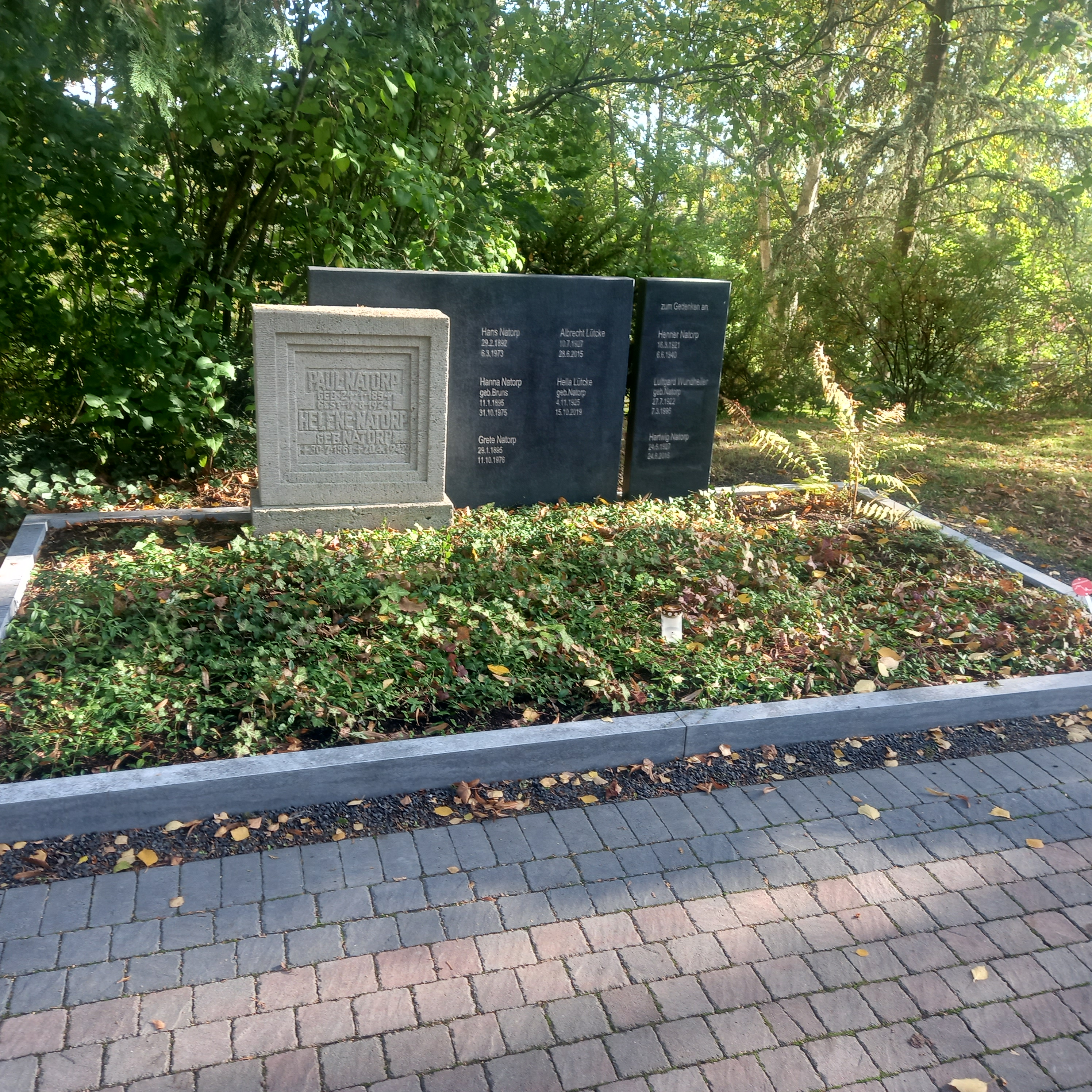
Das Grab von Paul Natorp und seiner Ehefrau Helene im Familiengrab auf dem Hauptfriedhof Marburg

Paul Gerhard Natorp (* 24. Januar 1854 in Düsseldorf; † 17. August 1924 in Marburg) war ein deutscher Philosoph und Pädagoge, der als Mitbegründer der Marburger Schule des Neukantianismus bekannt ist.

## Leben
Paul Natorp war der Sohn des protestantischen Pfarrers Adelbert Natorp und seiner Frau Emilie Keller. Er studierte ab 1871 Musik, Geschichte, klassische Philologie und Philosophie in Berlin, Bonn und Straßburg. Während seines Studiums wurde er 1872 Mitglied der Burschenschaft Alemannia Bonn. Seine auf Latein verfasste geschichtswissenschaftliche Dissertation schloss er 1876 in Straßburg beim Positivisten Ernst Laas ab. Nach vier Jahren Tätigkeit als Hauslehrer wurde er Hilfsbibliothekar in Marburg, wo er sich 1881 bei Hermann Cohen habilitierte.
1885 wurde er außerordentlicher Professor und erhielt 1893 das Ordinariat für Philosophie und Pädagogik in Marburg, das er bis zu seiner Emeritierung 1922 innehatte.
Im Wintersemester 1923/24 führte Natorp mit dem nach Marburg berufenen Martin Heidegger einen intensiven Gedankenaustausch, dessen Arbeiten zu Duns Scotus (und Thomas von Erfurt) er schon sehr früh genau gelesen und exzerpiert hatte. Politisch setzte sich Natorp für linksliberale Ziele ein, von der Frauenemanzipation bis zur Abschaffung der Todesstrafe und des preußischen Dreiklassenwahlrechts.
Paul Natorp hat sich – neben dem Anglisten Wilhelm Viëtor – auch als Organisator und Leiter der 1896 vom Romanisten Eduard Koschwitz begründeten „Marburger Ferienkurse“ verdient gemacht. Am 24. Januar 1924 erhielt er die Ehrendoktorwürde der theologischen Fakultät der Universität Marburg. Er war seit 1887 mit seiner Cousine Helene Natorp verheiratet und hatte fünf Kinder. Natorp war ein ambitionierter Komponist, der hauptsächlich Kammermusik komponierte (Cello-Sonate, Violinsonate, Klaviertrio). Außerdem schrieb er etwa 100 Lieder und zwei Chorwerke. Bekannt ist sein Briefwechsel mit Brahms, der ihm abriet, als Komponist sein Brot zu verdienen.
Im Dezember 1945 wurde beschlossen, eine Schule in Berlin nach Paul Natorp zu benennen. Am 28. Mai 1946 fand die „Feier der Umbenennung der Schule in Paul-Natorp-Schule“ statt.
Im Jahr 2012 wurde die Paul-Natorp-Oberschule in Paul-Natorp-Gymnasium umbenannt.

## Philosophie
In der Erkenntnistheorie vertrat Natorp ähnlich wie Cohen einen methodischen Idealismus. Die zwei Erkenntnisstämme Kants von Anschauung und Verstand wurden bei ihm zu Materie und Form der Erkenntnis. Raum und Zeit sind Denkbestimmungen der Relation und Größe. Das Gegebene wird zum Aufgegebenen, wonach zu fragen sinnlos ist. Erkenntnisse sind nicht subjektiv, sondern in der gesetzlichen Bestimmung der Erscheinungen zu objektivieren. Die synthetische Einheit ist dabei das Grundgesetz des Erkennens, das durch die Grundfunktionen der Kategorien (Qualität, Quantität, Relation und Modalität) bestimmt ist.
In Bezugnahme auf die regulativen Ideen Kants bestimmte Natorp „das Gesetz des Sollens“ in dem als Aufgabe aufzufassenden Streben nach Erkenntnis des Unendlichen. Hieraus leitete er die Stufen des Strebens als Trieb, Wollen und Vernunftwillen ab, die er mit einer Tugendlehre verband. Das wahrhaft Konkrete war für ihn nicht der Einzelne, sondern die Gemeinschaft. Im Praktischen hat sich Natorp für eine zu seiner Zeit durchaus umstrittene sozialistische Bildungspolitik, insbesondere für eine unentgeltliche Volksschule und gleiche Bildungschancen für alle eingesetzt.
Die Quelle der Religion war für Natorp das Gefühl, die unmittelbare Selbsterkenntnis. Der Wahrheitsgrund der Religion ist damit die Subjektivität. Die Unendlichkeit des Gefühls führt zur Transzendenz.
Wenn man den Grundgedanken des Werkes von Natorp in einem Satz zusammenfassen wollte, so könnte man formulieren:
- Denken heißt nicht nur „Beziehen“ (Lotze), sondern Denken heißt in Beziehungen (Verhältnissen) stehen.

Damit übernimmt Natorp Gottlob Freges – von Lotze beeinflusstes – Programm einer „Begriffsgrundlegung“, das über Bertrand Russell und Ludwig Wittgenstein die analytische Philosophie auf den Weg brachte und mit Robert Brandoms Expressiver Vernunft wieder aktuell ist. Während aber in den sich auf Wittgenstein berufenden Traditionen analytischer und linguistisch-strukturalistischer Provenienz die Relationen als „Gegenstände“ unter anderen angesehen oder mit Berufung auf den Common Sense als ‚bloße‘ Relationen überhaupt abgewertet werden, so dass mit einem Maximum an inhaltlicher Applikation von Relationen – von „Struktur“ über „Syntax“, „Semantik“, „Pragmatik“ bis hin zu „Kompetenz“ und „Performanz“ – ein Minimum an deren Reflexion einhergeht, stellt Natorp „ganz klar und offen die Relation an die Spitze aller logischen Erwägung“ und macht sie damit zum „Begriff des Begriffs“. Dieser Übergang vom Substanzbegriff zum Relationsbegriff ist durch Natorps Schüler Cassirer als Übergang vom „Substanzbegriff zum Funktionsbegriff“ bekannt geworden – und, wie ihm von Seiten der Physik bescheinigt wird, von unverminderter Aktualität. Er nimmt das vorweg, was Richard Rorty 70 Jahre später in sein einprägsames und populäres Bild vom „Spiegel der Natur“ gebracht hat: dass nämlich „Repräsentation“, also die Vor- und Darstellung der Welt, diese nicht „abbildet“, sondern ursprünglich erzeugt.
Diesen Grundgedanken seines „monistischen Korrelativismus“, dass Erkenntnis als die Beziehung des Denkens auf den Gegenstand zugleich seinen Einbezug in das Medium des Denkens bedeutet, hat Natorp von Anfang an in den Dienst einer Umfassung der unterschiedlichsten Gebiete wie Natur und Kultur, Logik und Politik und vor allem Pädagogik gestellt. Alle Fachrichtungen, von der Mathematik bis zur Sprach- und Geschichtswissenschaft, sollten in die Bildung des ganzen Volkes hineinwirken und damit selbst den Weg zum Leben und zur Praxis zurückfinden. Damit sind Anspruch und Umfang des Natorpschen Werkes von einer für die Philosophie und Pädagogik (Erziehungswissenschaft) der Gegenwart nicht zu unterschätzenden Bedeutung.

## Werke
- Hermann Cohen als Mensch, Lehrer und Forscher: Gedächtnisrede, gehalten in der Aula der Universität Marburg, 4. Juli 1918 von Paul Natorp; Digitalisat Potsdam: Universitätsbibliothek, 2013[4]
- Descartes' Erkenntnistheorie. Eine Studie zur Vorgeschichte des Kriticismus. 1882. E-Book Berlin 2014, ISBN 978-3-944253-04-6
- Einleitung in die Psychologie nach kritischer Methode Freiburg 1888 Digitalisat
- Religion innerhalb der Grenzen der Humanität: Ein Kapitel zur Grundlegung der Sozialpädagogik. 1894; wieder: VDM Verlag Dr. Müller, Saarbrücken 2007, ISBN 3-8364-1341-8
- Sozialpädagogik. 1899; 7. Aufl. 1974[5]
- Platos Ideenlehre. 1903; wieder: Meiner, Hamburg 2001, ISBN 3-7873-1681-7. Neuausgabe Hofenberg, Berlin 2014, ISBN 978-3-8430-4267-3.
- Logik in Leitsätzen. 1904
- Allgemeine Pädagogik in Leitsätzen zu akademischen Vorlesungen. 1905
- Gesammelte Abhandlungen zur Sozialpädagogik. 3 Bände 1907
- Pestalozzi. Leben und Lehre. 1909
- Philosophie und Pädagogik. Untersuchungen auf ihrem Grenzgebiet. Marburg 1909; wieder: Marburg 1923
- Die logischen Grundlagen der exakten Wissenschaften. 1910
- Philosophie; ihr Problem und ihre Probleme. 1911; Neuausgabe: Hrsg. und mit einer Einleitung von Karl-Heinz Lembeck. Edition Ruprecht, Göttingen 2008, ISBN 978-3-7675-3055-3
- Die allgemeine Psychologie nach kritischer Methode. 1912
- Hoffnungen und Gefahren unserer Jugendbewegung. Eugen Diederichs, Jena 1914
- Der Tag des Deutschen. 1915
- Deutscher Weltberuf. 1918
- Sozialidealismus. 1920
- Beethoven und wir. 1920
- Fjedor Dostojewskis Bedeutung für die gegenwärtige Kulturkrisis. Mit einem Anhang zur geistigen Krisis der Gegenwart. Eugen Diederichs, Jena 1923
- Der Deutsche und sein Staat. 1924

postum
- Allgemeine Logik. In: Werner Flach, Helmut Holzhey: Erkenntnistheorie und Logik im Neukantianismus. Gerstenberg, Hildesheim 1979 DNB 202772578.
- Vorlesungen über praktische Philosophie. Erlangen 1925
- Philosophische Systematik. Nachdruck der 1. Aufl. v. 1958. Meiner, Hamburg 2004, ISBN 3-7873-1687-6